# Guletsjaure
Guletsjaure är en sjö i Sorsele kommun i Lappland och ingår i Umeälvens huvudavrinningsområde. Sjön har en area på 0,556 kvadratkilometer och ligger 932 meter över havet. Guletsjaure ligger i Vindelfjällen Natura 2000-område.

## Delavrinningsområde
Guletsjaure ingår i det delavrinningsområde (733487-147291) som SMHI kallar för Utloppet av Guletsjaure. Medelhöjden är 958 meter över havet och ytan är 3,36 kvadratkilometer. Det finns inga avrinningsområden uppströms utan avrinningsområdet är högsta punkten. Vattendraget som avvattnar avrinningsområdet har biflödesordning 3, vilket innebär att vattnet flödar genom totalt 3 vattendrag innan det når havet efter 438 kilometer. Avrinningsområdet består mestadels av kalfjäll (83 procent). Avrinningsområdet har 0,56 kvadratkilometer vattenytor vilket ger det en sjöprocent på 16,6 procent.